# П'ятра-Краюлуй
45°32′ пн. ш. 25°13′ сх. д. / 45.533° пн. ш. 25.217° сх. д.
П'ятра-Краюлуй (рум. Munții Piatra Craiului — «Гори принца») — гірський масив у вигляді вузького вигнутого хребта довжиною 25 км у Південних Карпатах (Румунія). Найвища точка — вершина Ла-Ом (рум. Vârful La Om; 2238 м).

## Розташування
Гірський масив П'ятра-Краюлуй лежить між 45°22'03" і 45°35'11" північної довготи, 25°07'38" і 25°23'18" східної довготи. На заході долина Димбовіца (рум. Dâmboviţa) відділяє гірський масив П'ятра-Краюлуй від гірського масиву Ієзер-Папуса (рум. Iezer-Papusa); на північному заході долини річок Барса (рум. Bârsa) і Курматура-Фої (рум. Curmătura Foii) відділяє гірський масив від Фегерашських гір (рум. Munții Făgăraș); на сході перевал Рукор-Бран (рум. Rucăr-Bran Pass) відділяє П'ятра-Краюлуй від гір Бучеджі (рум. Munții Bucegi) й Леаота (рум. Munții Leaota); на півдні гірський масив обмежений злиттям річок Димбовіца і Димбовіціоара (рум. Dâmbovicioara) поблизу села Поду Димбовіцей.

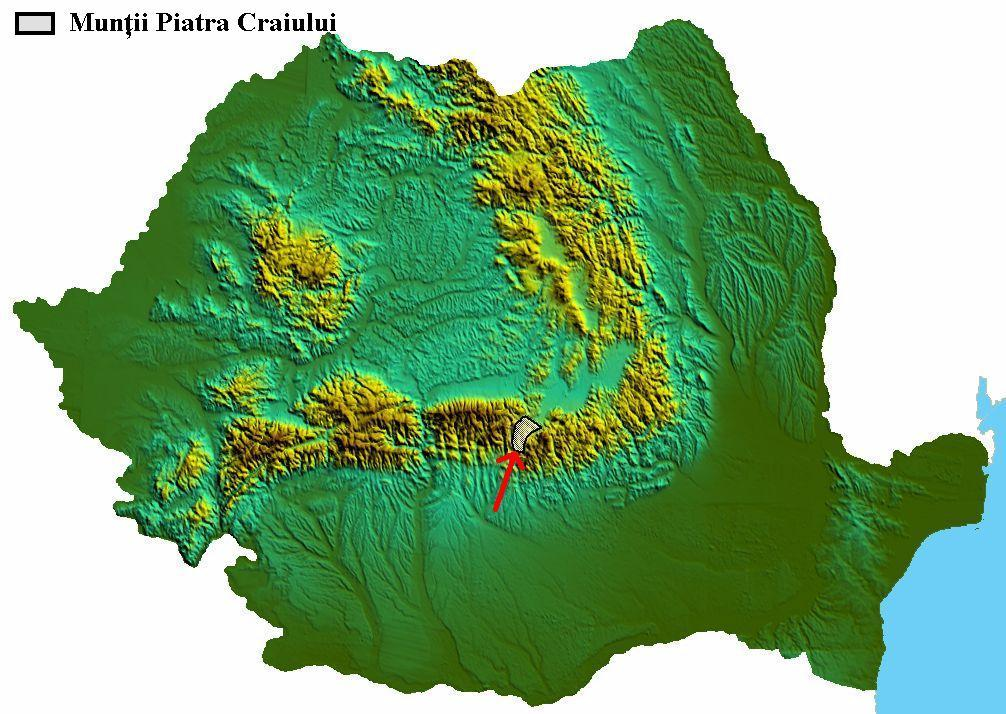
Розташування П'ятра-Краюлуй
Тривимірна модель (вертикальний масштаб збільшено)
Тривимірна модель
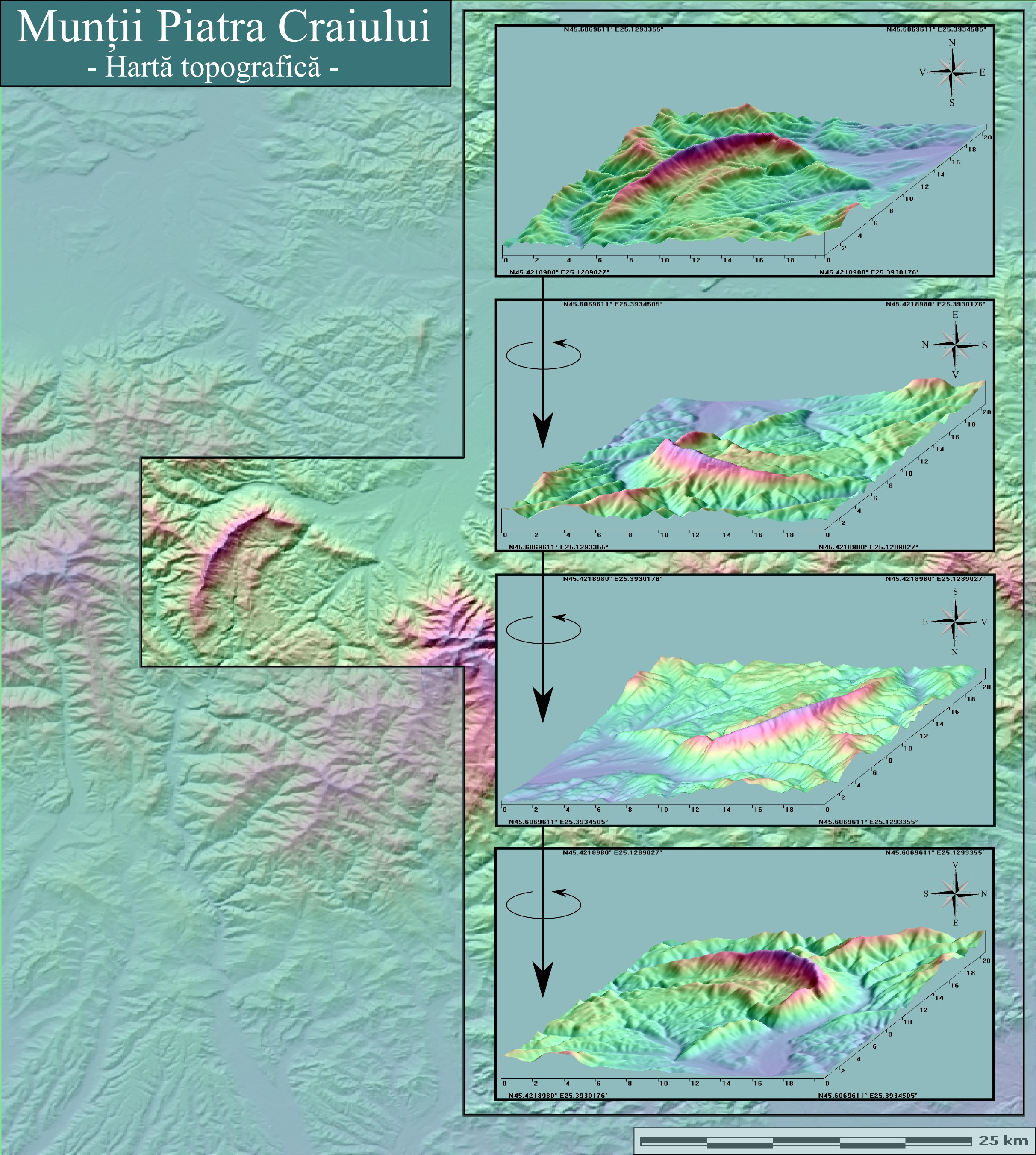
Гіпсометрична карта

## Геологія
Перші геологічні дослідження цих гір відносяться до 1863 року. У 1907 році французьких географ Емануель Мартон (фр. Emmanuel de Martonne) описав велику морфологічну колізію, що спричинила утворення даного гірського масиву.
У фундаменті П'ятра-Краюлуй лежать кристалічні сланці, перекриті потужним шаром вапняків — від 300 м на півдні, до 1000 м на півночі. У горах П'ятра-Краюлуй, так само як і в Біхорі, нижньокрейдові вапняки незгідно залягають на верхньоюрських, від 30-40° на півдні до 90° на півночі. Ще у часи перед нижньокрейдовою трансгресією моря в тропічних умовах сформувалась поверхня ерозійно-корозійного генезису. У північній частині поклади вапняку високостратифіковані.
Карстові форми викопних поверхонь заповнені бокситом. Карстові явища відбиваються в глибоких каньйонах на північному заході, крутих ущелинах, більш ніж 600 дрібних і 15 глибоких вертикальних печерах.

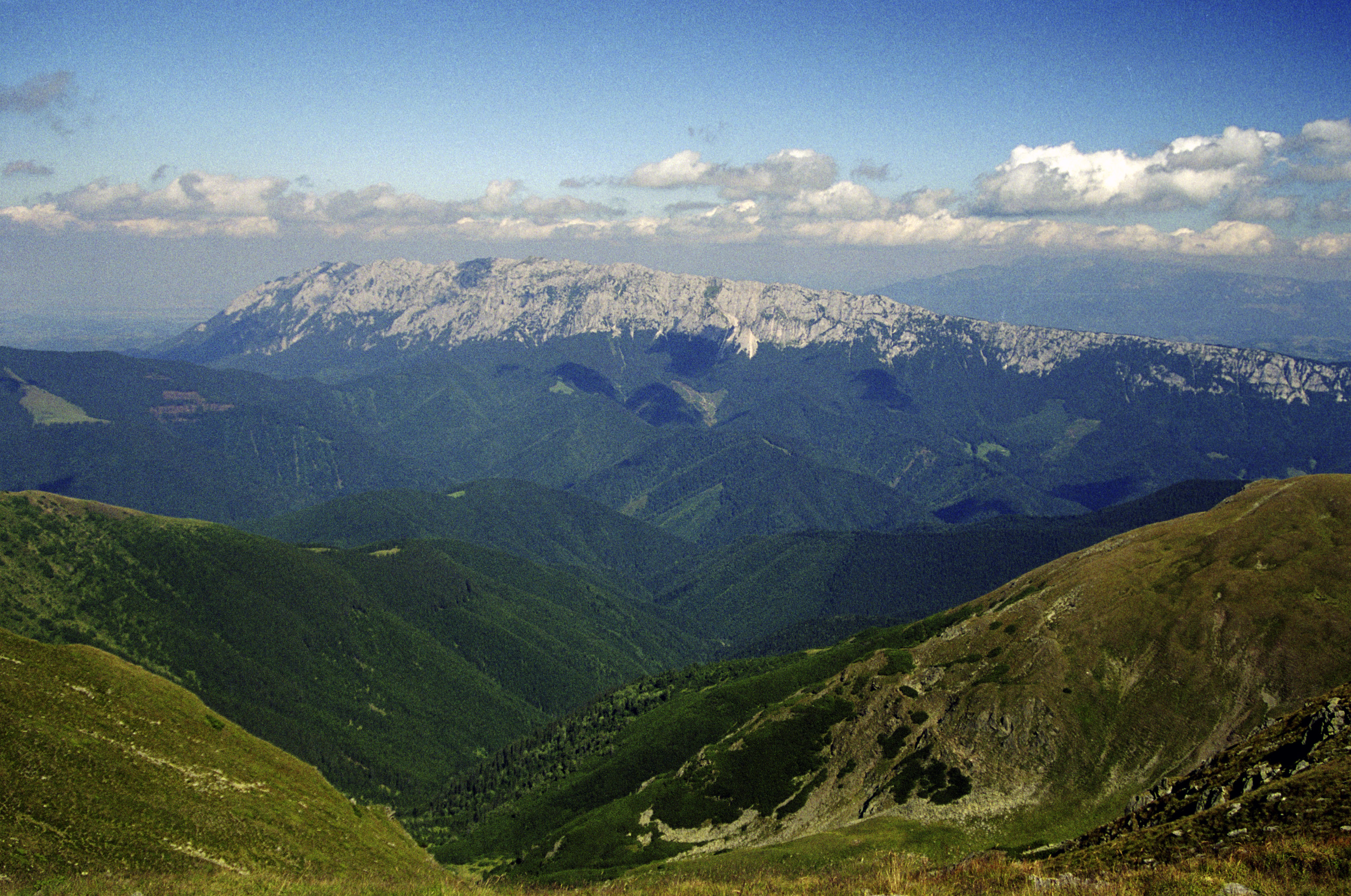
Краєвид П'ятри-Краюлуй
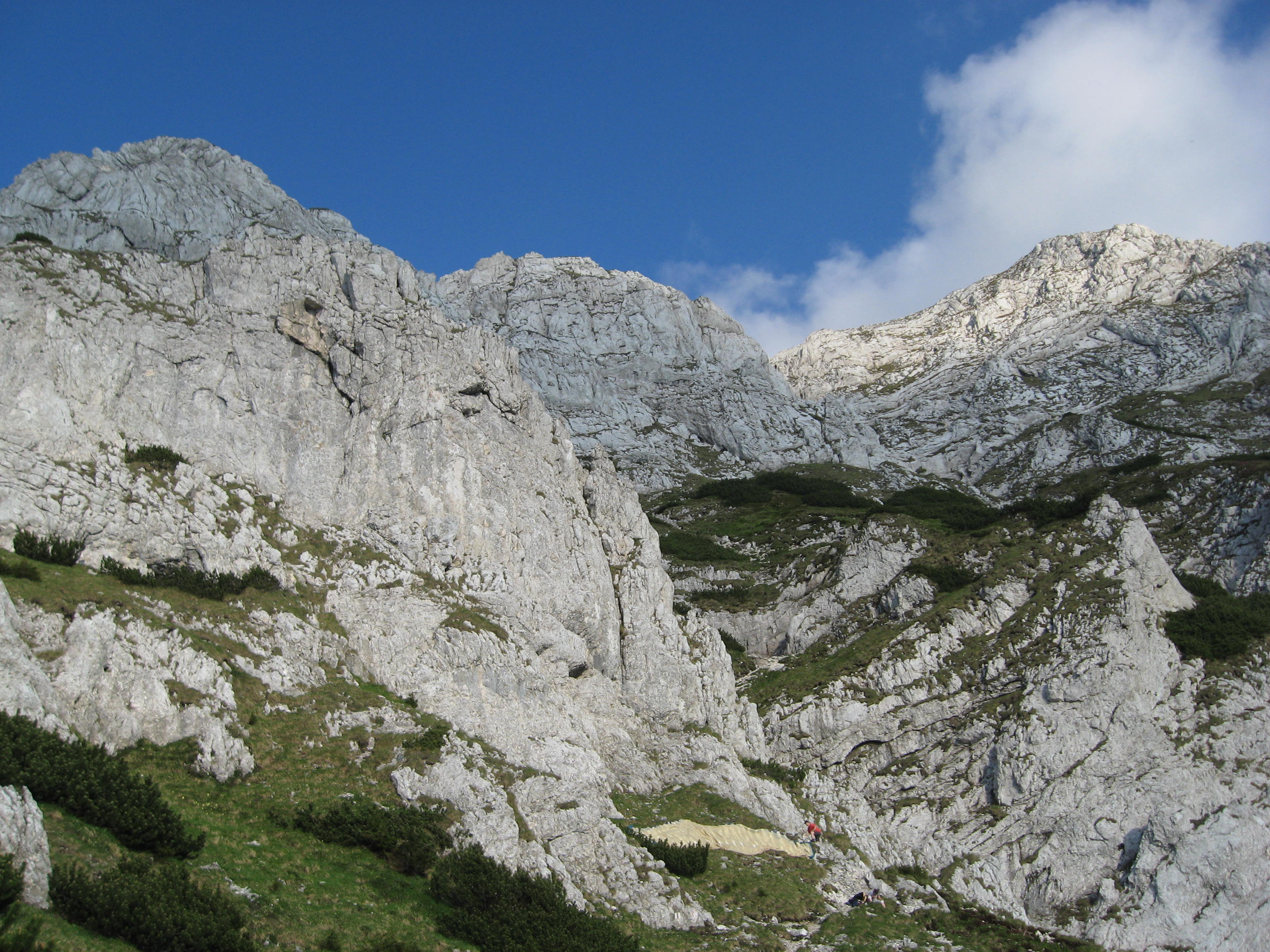
Центральна частина масиву
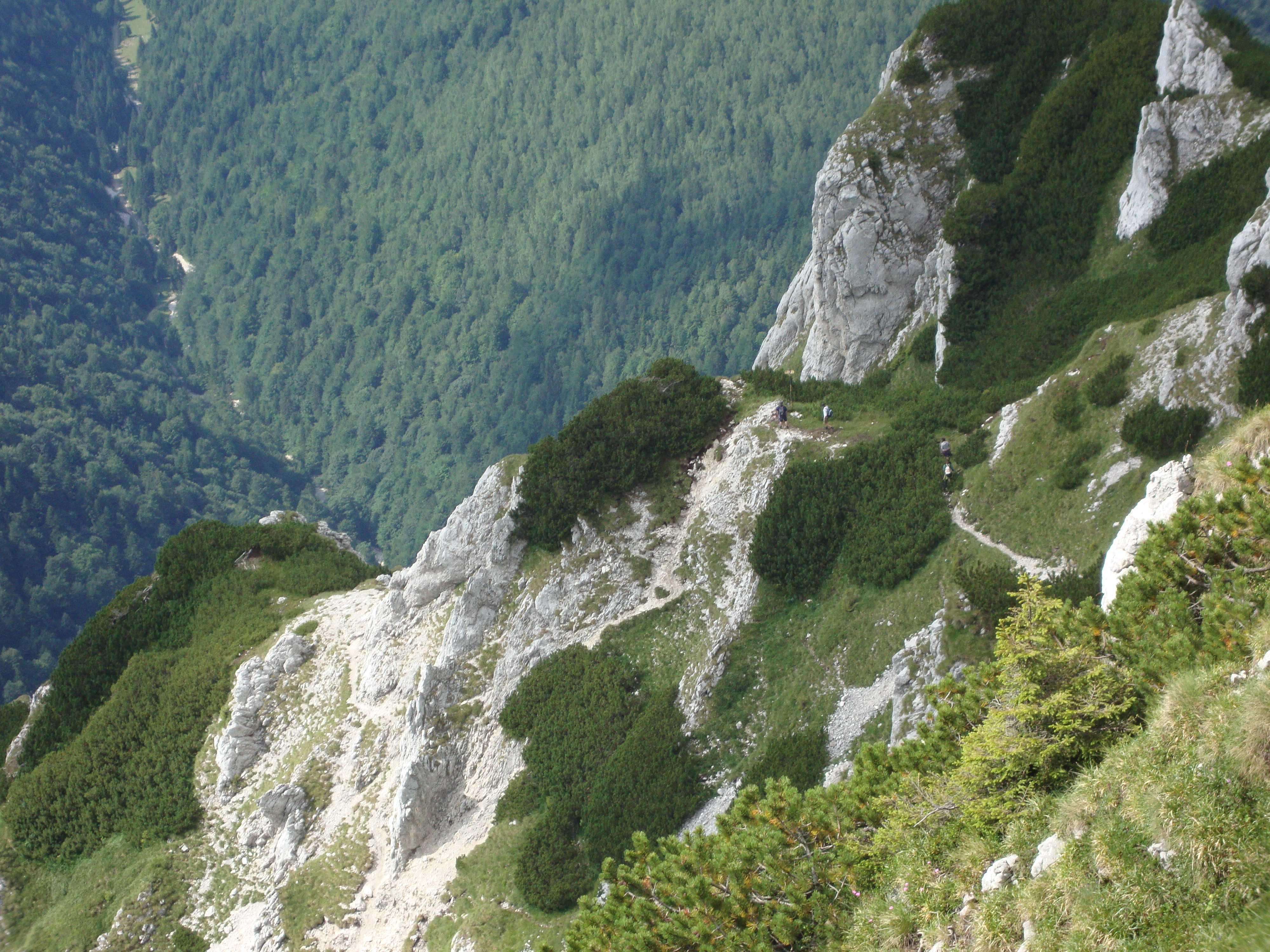
Схили
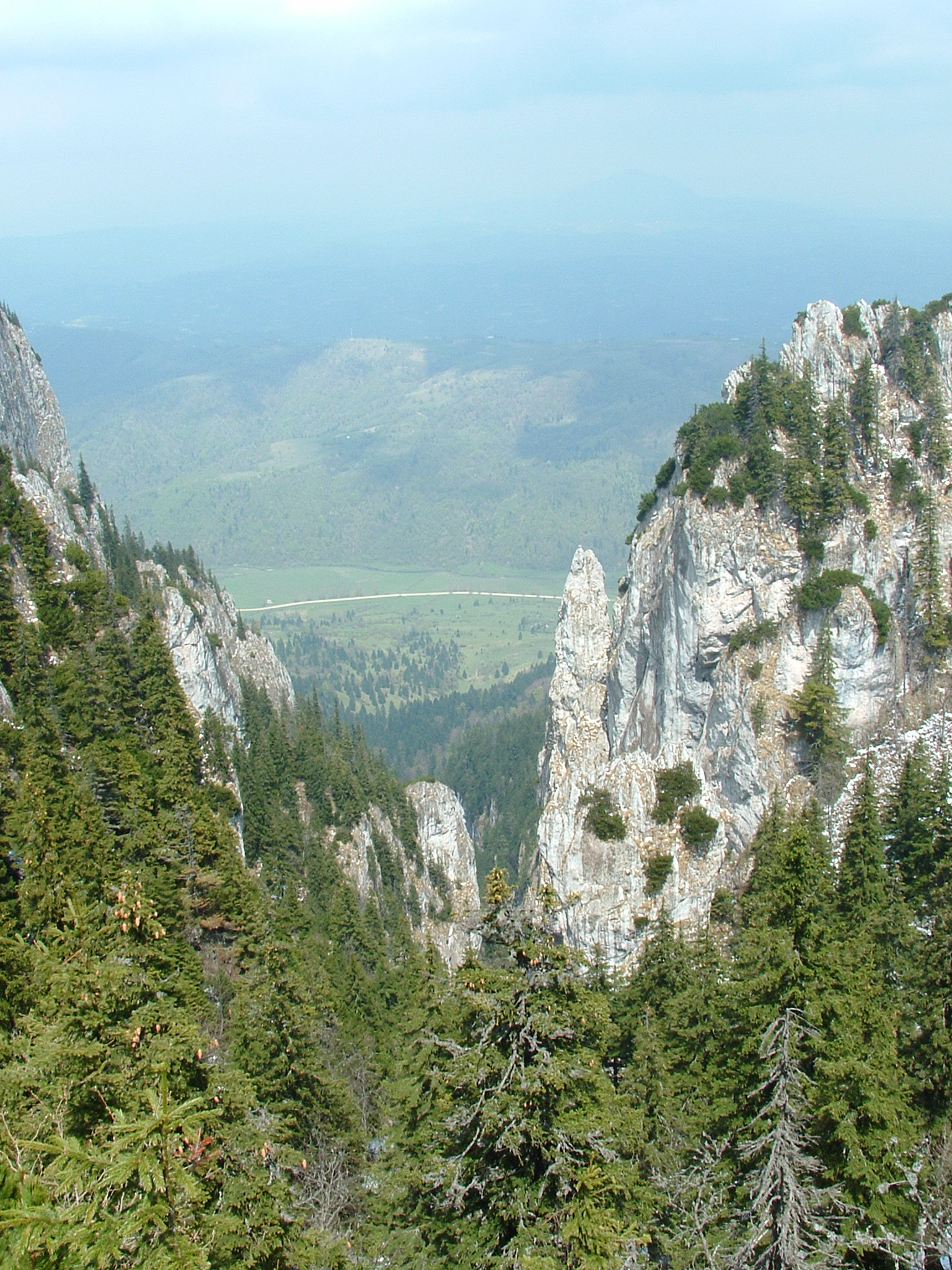
Гірська ущелина
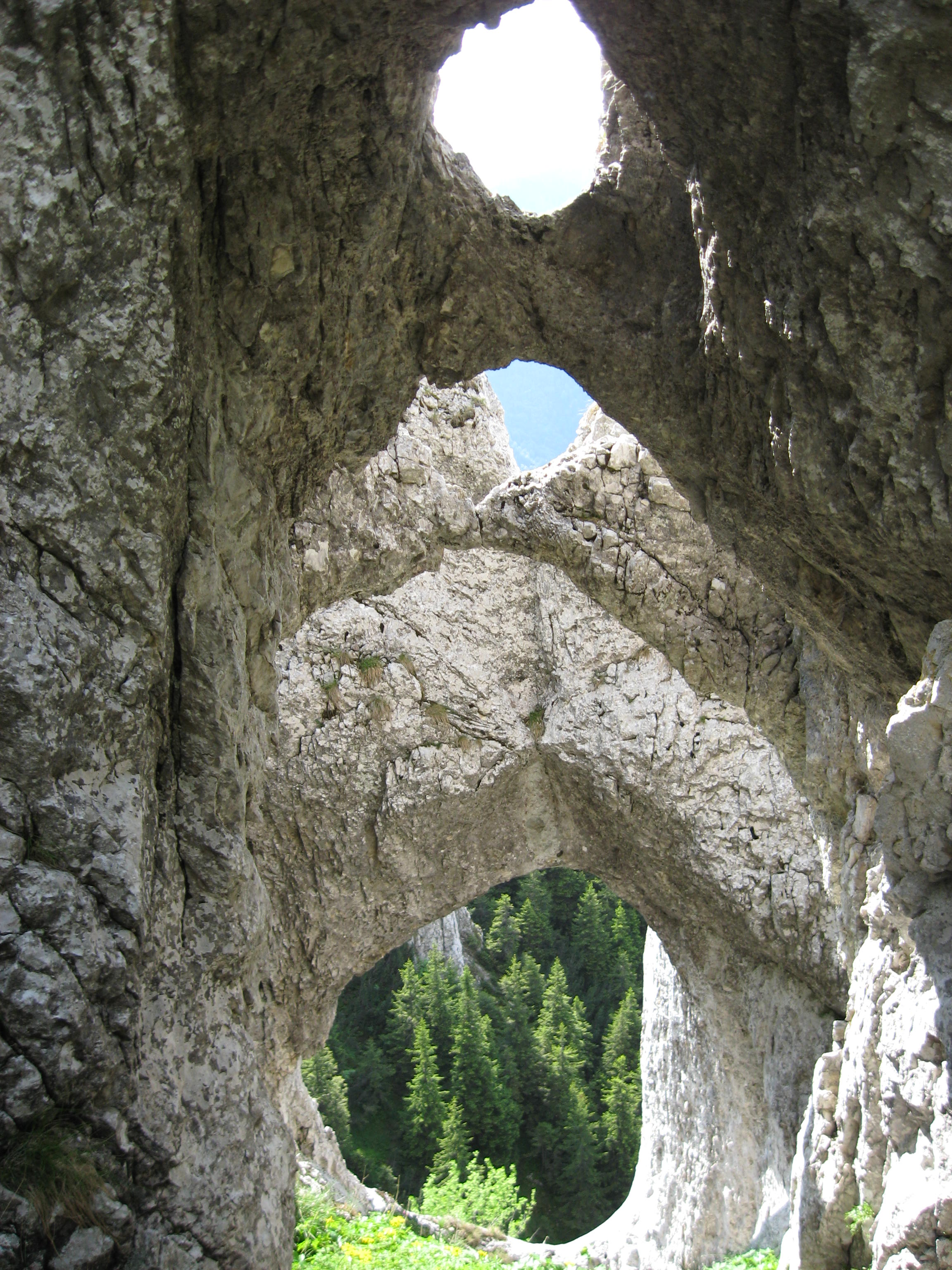
Карстові порожнини

Найвища точка гірського масиву — вершина Ла-Ом 2238 м; інші вершини в масиві вищі за 2 км Падіна-Попій (рум. Padina Popii; 2025 м), Аскутіт (рум. Ascuțit; 2150 м), Тімбалул-Маре (рум. Țimbalul Mare; 2177 м), Тімбале (рум. Țimbale; 2170 м), Сбірій (рум. Sbirii; 2220 м), Калдарій-Околіте (рум. Căldării Ocolite; 2202 м).

## Рослинність
На схилах гірського масиву росте 1100 видів вищих рослин (третина від загальної кількості флори Румунії), з яких 50 є ендеміками Карпат, а 2 види — ендеміки масиву П'ятра-Краюлуй (гвоздика гарносмужна (Dianthus callizonus) — символ цих гір); 100 видів мхів; 220 видів лишайників; 300 видів грибів. У горах можна зустріти 48 видів орхідних (з 53 видів у флорі Румунії).
Хвойні ліси на схилах гір складені ялиною європейською, ялицею білою, модриною європейською, сосною кедровою європейською, тисом ягідним. Листяні породи представлені: дубом скельним і черешчатим, буком лісовим, грабом звичайним, явором, липою серцелистою, ясенем високим, гіркокаштаном звичайним, в'язом шорстким, кленом звичайним і польовим, березою повислою, осикою, вільхою зеленою і чорною вербою білою і козячою.
Суцільними лісами вкриті західні й північні схили, східні схили використовуються як пасовиська мешканцями навколишніх сіл. 20 % лісів у власності держави, решта приватна, через що вони можуть піддаватись незаконним вирубкам у час економічної кризи і за високого рівня безробіття.

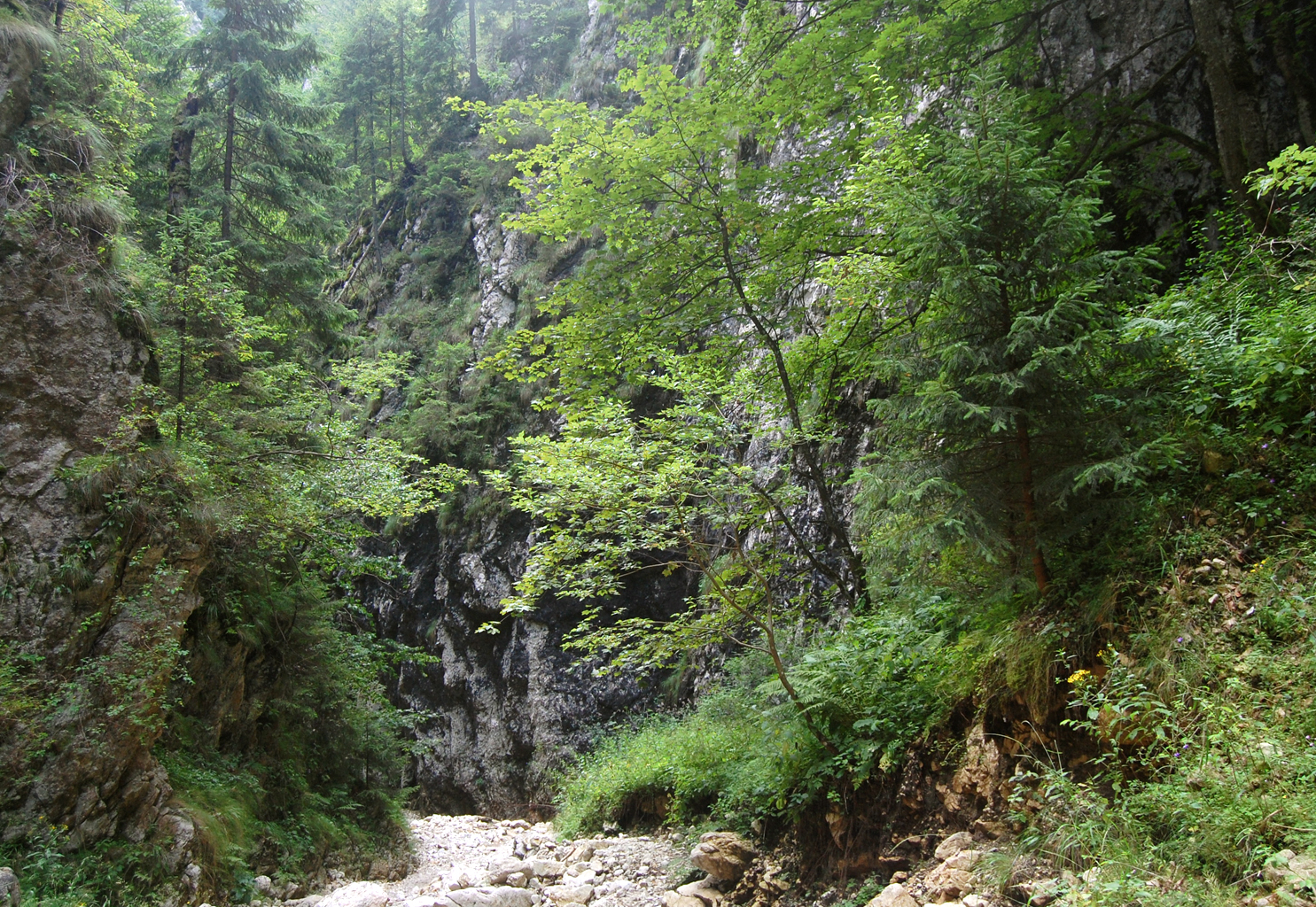
Гірська рослинність, ущелина Пісіцій
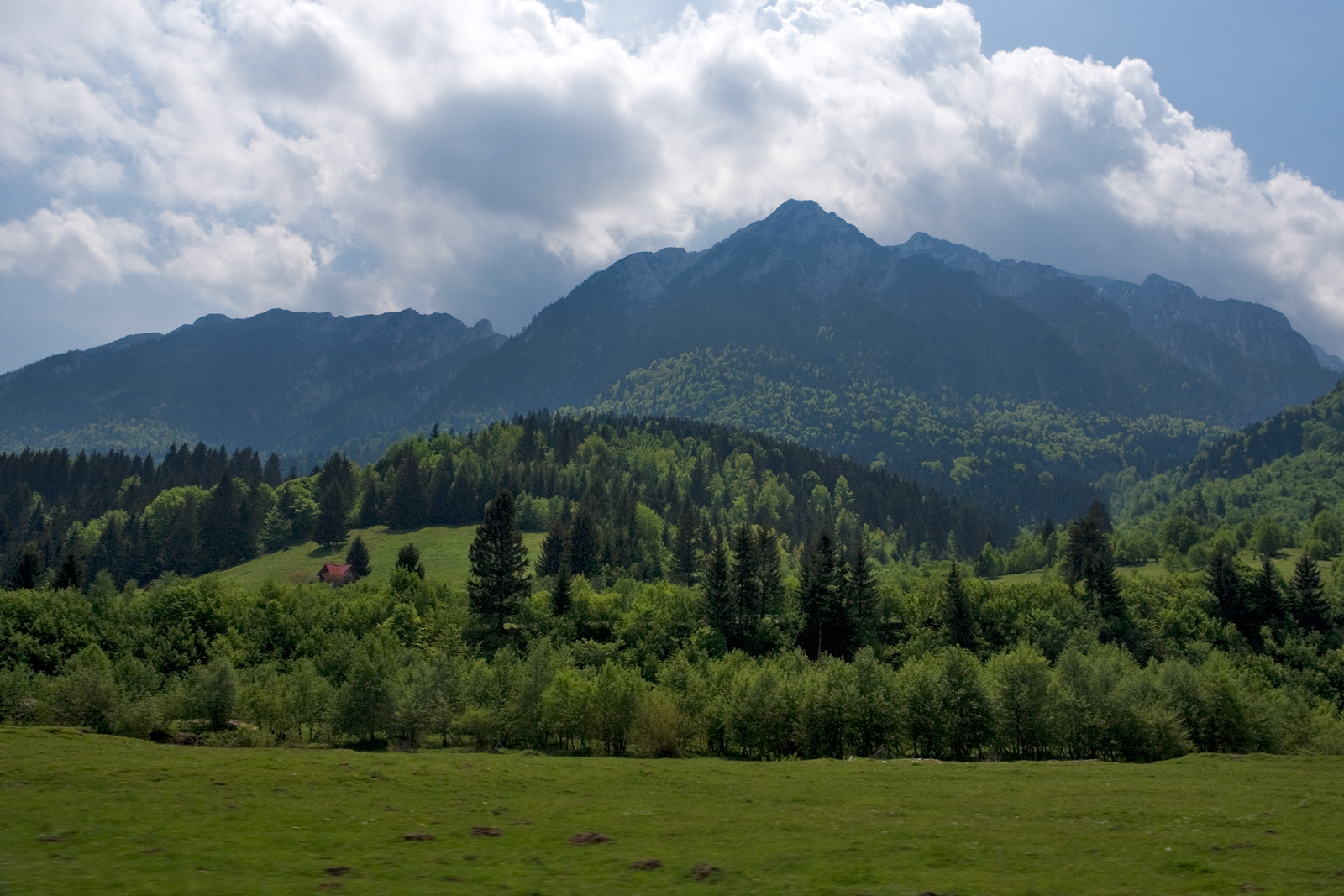
Рослинність східних передгір'їв
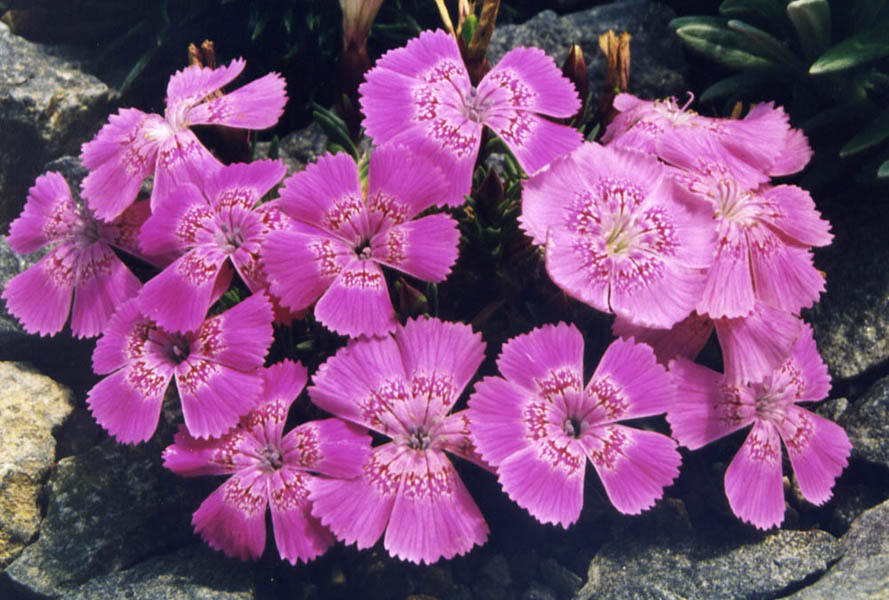
Ендемічна гвоздика Dianthus callizonus

Типовими представниками трав'янистої флори гір є: чорнянка червона (Nigrittela rubra), білотка альпійська, рододендрон карпатський, мак альпійський (Papaver alpinum), вовчі ягоди (Daphne blagayana), зозулині черевички справжні, льонок альпійський (Linaria alpina), плевросперм австрійський (Pleurospermum austriacum), борщівник пальчастий (Heracleum palmatum), жовтушник (Erysimum witmannii), пупавка красильна (Anthemis tinctoria ssp. fussii), дзвоники розлогі ялицеві, булатка довголиста, билинець комарниковий і найзапашніший, булатка червона, коральковець тричінадрізаний, гвоздика льодовикова (Dianthus glacialis ssp. gelidus), тонколиста (Dianthus tenuifolius), гігантська банатська (Dianthus giganteus ssp. banaticus) і хентері (Dianthus henteri), злинка одноквіткова (Erigeron uniflorus) і залозиста (Erigeron atticus), тирлич (Gentiana clusii), плодоріжка салепова, неотінея обпалена, кольник чотирілопастевий (Phyteuma tetramerum), товстянка альпійська (Pinguicula alpina), подорожник почорнілий, шолудивник високий.

## Тварини
У горах можна зустріти козицю (Rupicapra rupicapra), з великих хижаків: вовків (Canis lupus), ведмедів (Ursus arctos), рись (Lynx). На території гірського масиву мешкає 22 види рукокрилих, 110 видів птахів (50 з яких знаходяться під охороною Бернської конвенції, а 6 — Боннської), 2 ендемічних види павуків, 270 видів метеликів (рідкісний європейський метелик — голуб'янка аріон (Phengaris arion)).

## Національний парк
У межах гірського масиву на площі 4,4 км² 28 березня 1938 року було створено резерват П'ятра-Краюлуй. У 1990 році міністерство охорони навколишнього середовища оголосило навколо резервату національний парк. У 2000 році територія парку була розширена до 148 км² і охопила весь гірський масив. Станом на 2012 рік національний парк охоплює територію у 6967 га в повіті Арджеш і 7806 га в повіті Брашов. Національний парк входить до європейської мережі природоохоронних територій Natura 2000.

## Населення
Найбільше поселення, Зернешть (рум. Zărnești) (Брашовський повіт), знаходиться на північ від гір. У місті мешкає 25 тис. чоловік, розташована адміністрація національного парку. Поряд із гірським хребтом на сході розкинулись села із традиційною румунською забудовою: Магура (рум. Măgura), Пештера (рум. Peştera) — комуни Моєчу, Ширня (рум. Şirnea) — комуни Фундата повіту Брашов; Чокану (рум. Ciocanu), Димбовічоара (рум. Dâmbovicioara), Поду-Димбовіцей (рум. Podu Damboviței) — комуни Димбовічоара повіту Арджеш.

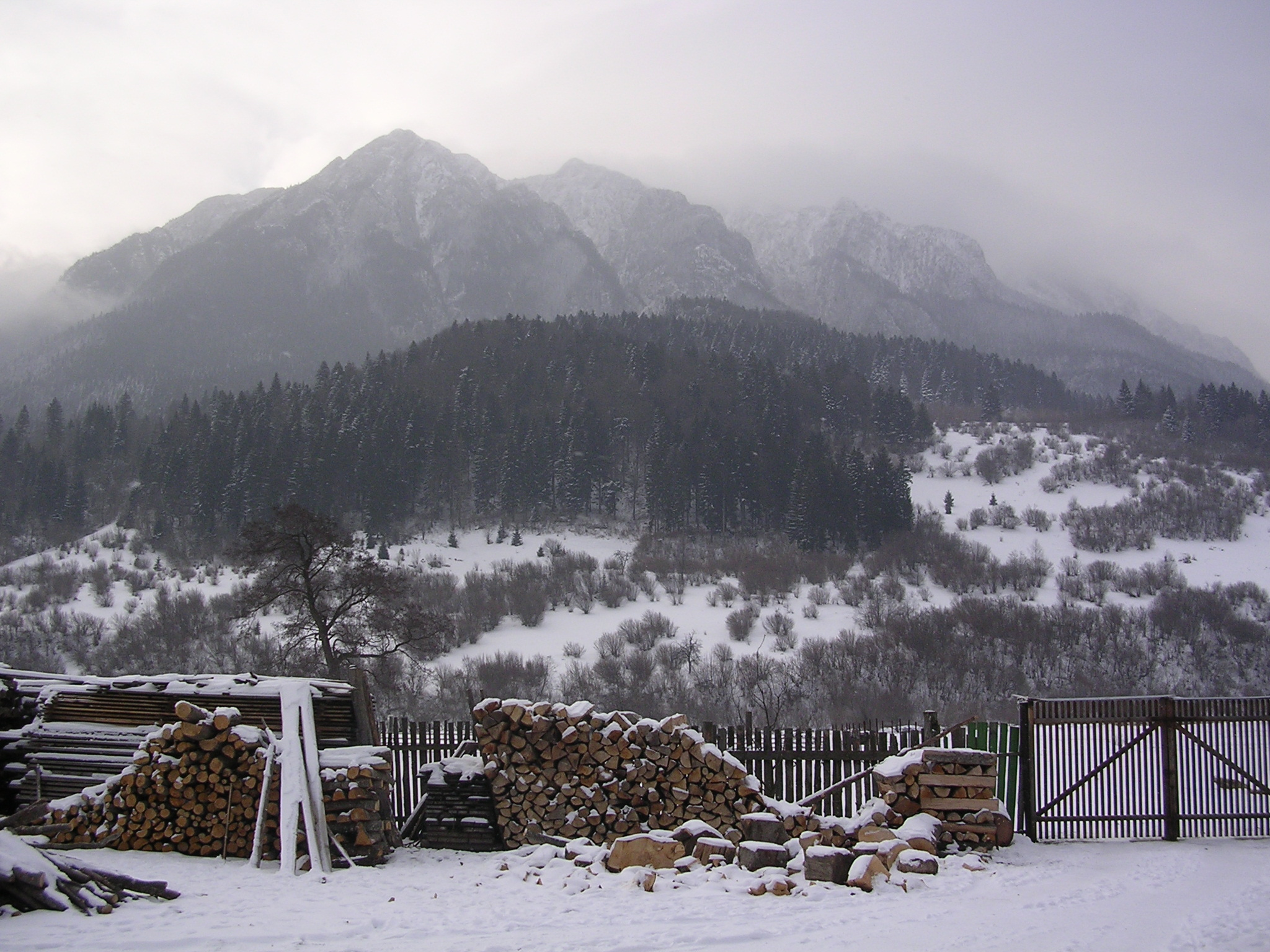
Краєвид із Зернешті
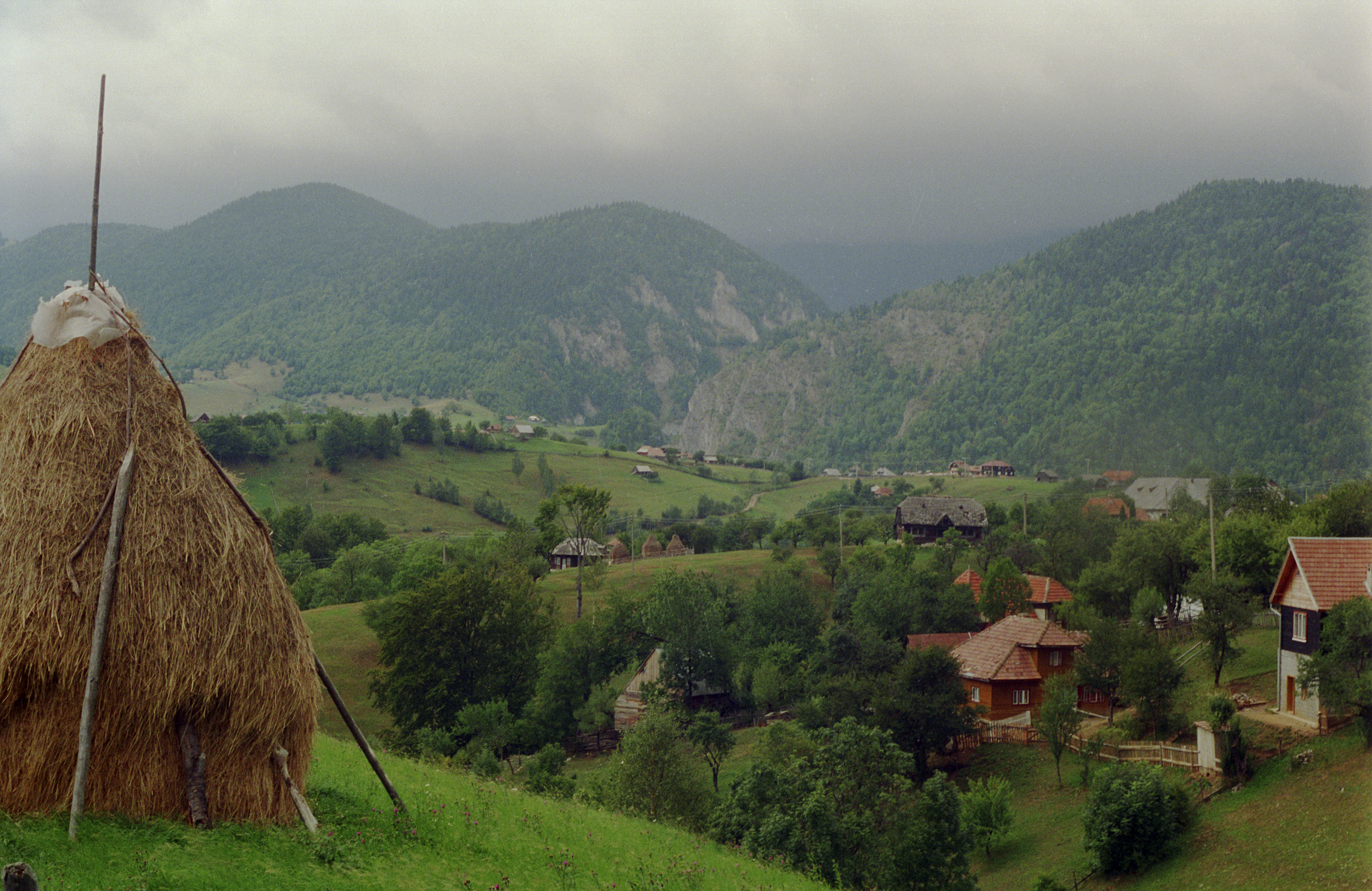
Краєвид з Пештери
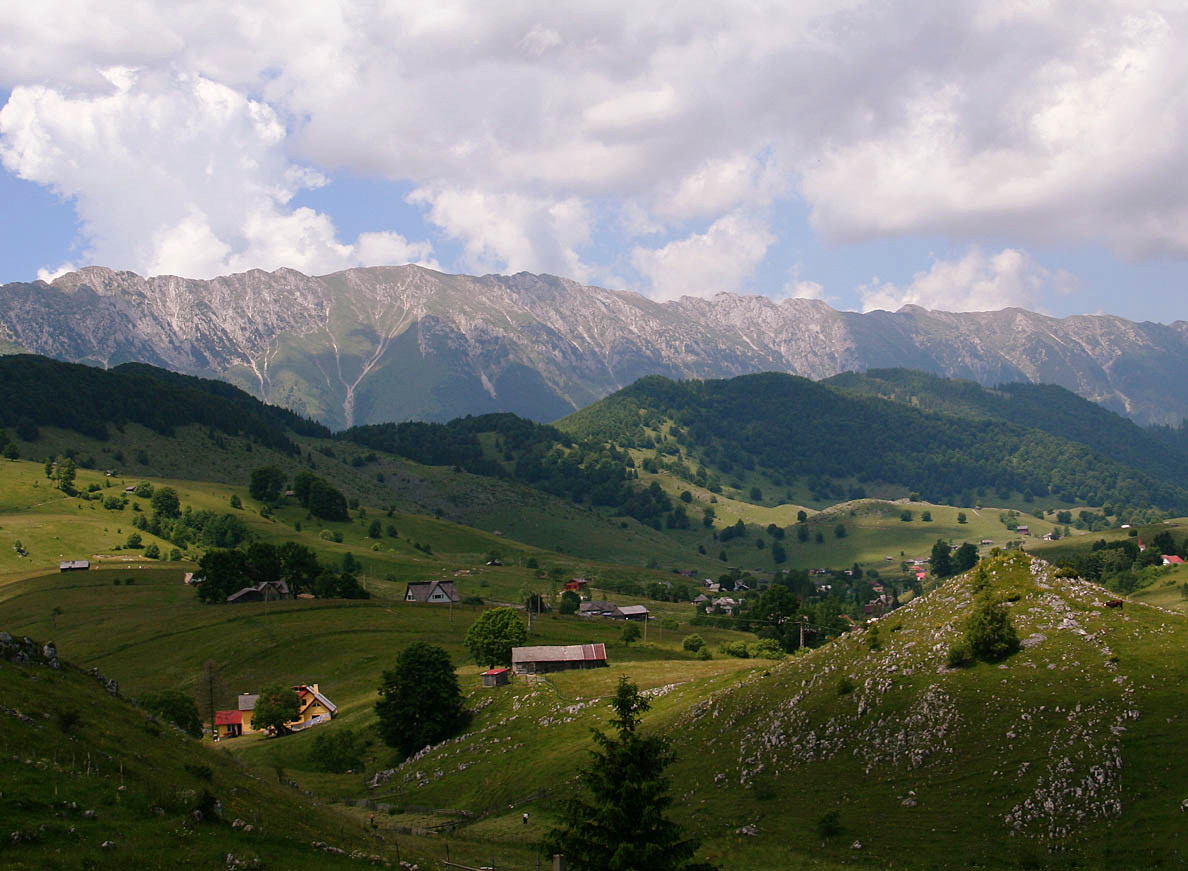
Краєвид з Ширні
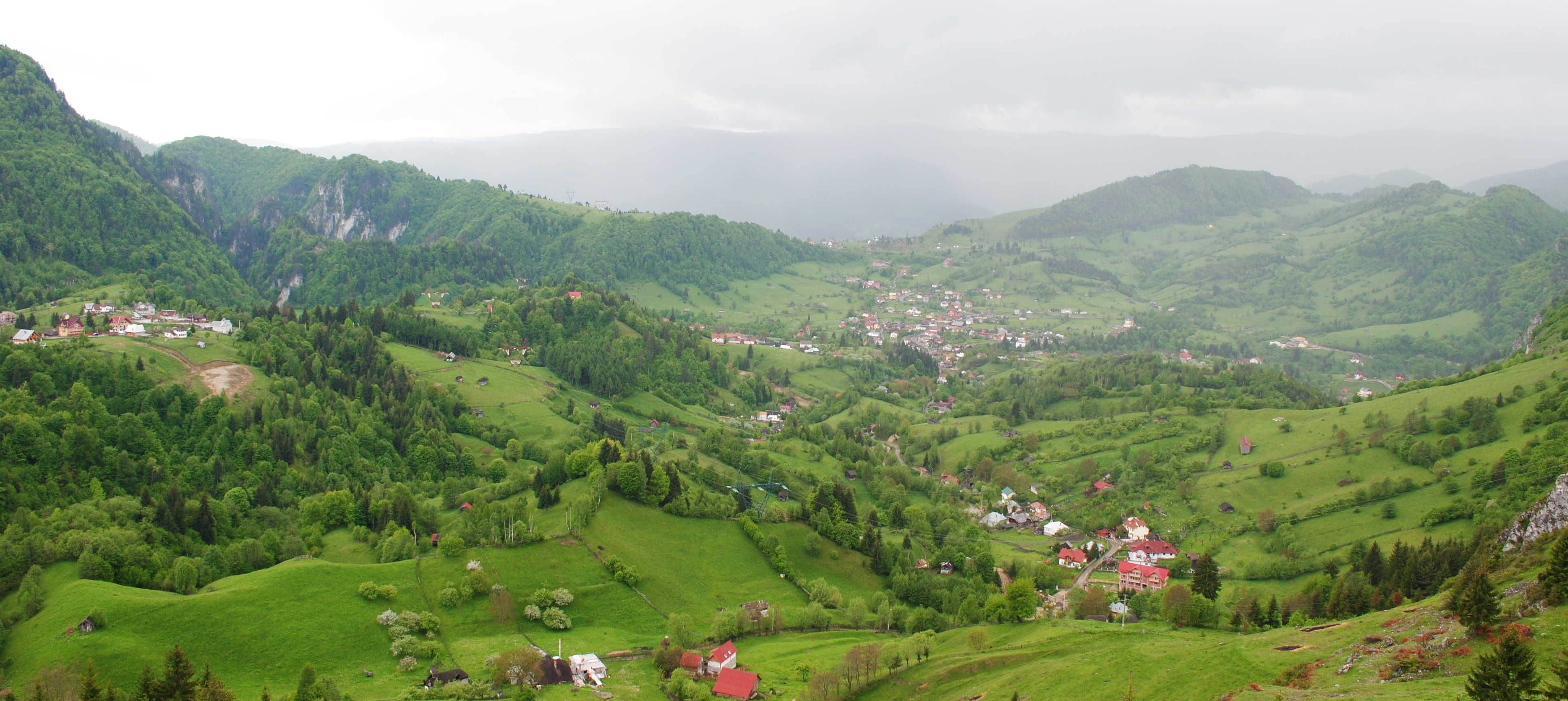
Поду-Димбовіцей

## Туризм
Хребет П'ятра-Краюлуй є одним з найкрасивіших і найпривабливіших місць в Карпатах, його включено до списку Семи чудес Румунії. Уздовж хребта прокладені дводенні туристичні маршрути, що починаються або від річки Плаюл-Фої (рум. Plaiul Foii) на північно-західній околиці масиву, або від Курматура-Фої (рум. Curmătura Foii) на північно-східній, йдуть уздовж вузького хребта і спускаються в південній частині до карстових ландшафтів глибоких ущелин, де водні потоки вирізали ряд печер і карстових формацій у вапняку.

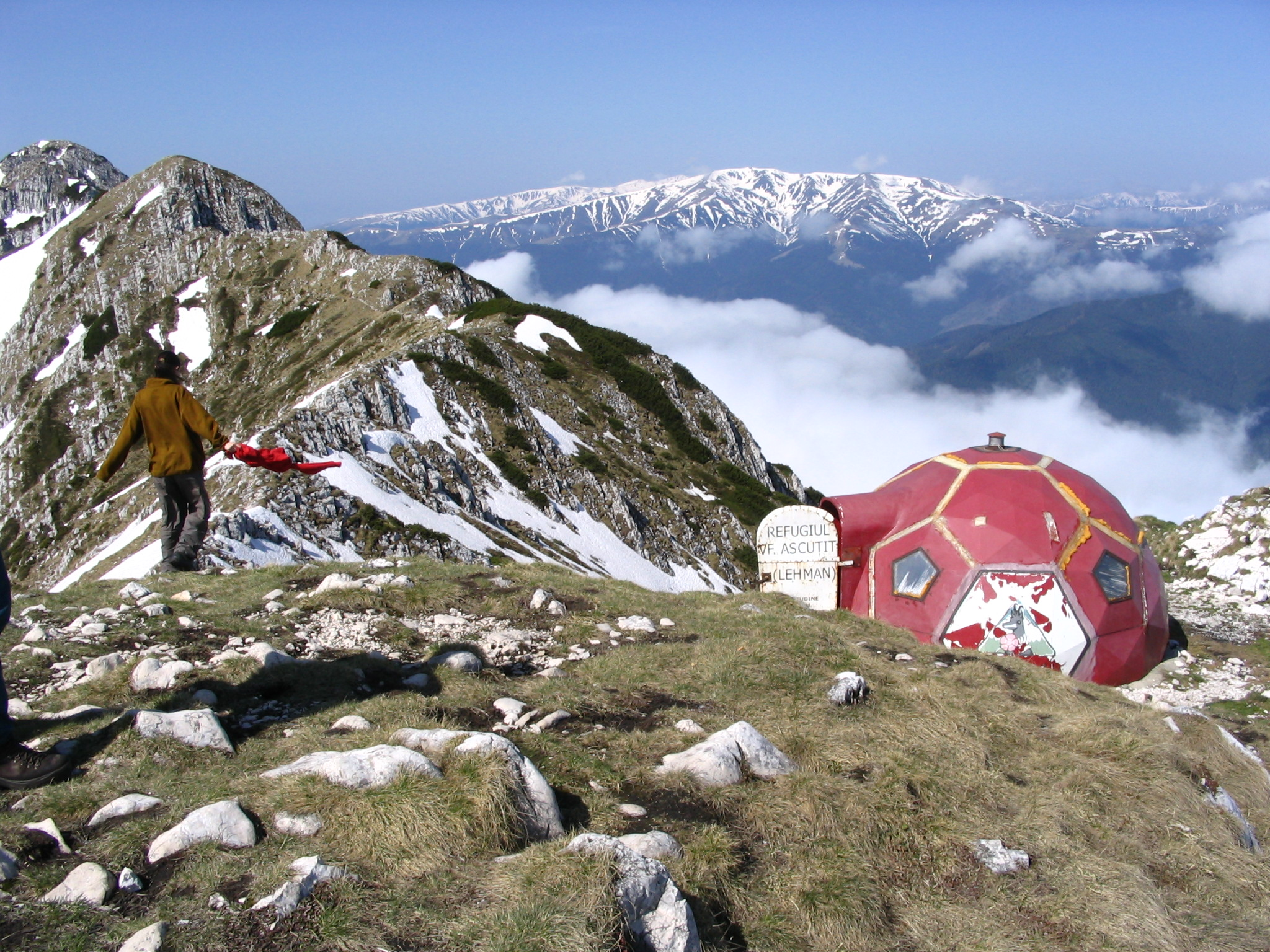
Табір Кароля Лемана
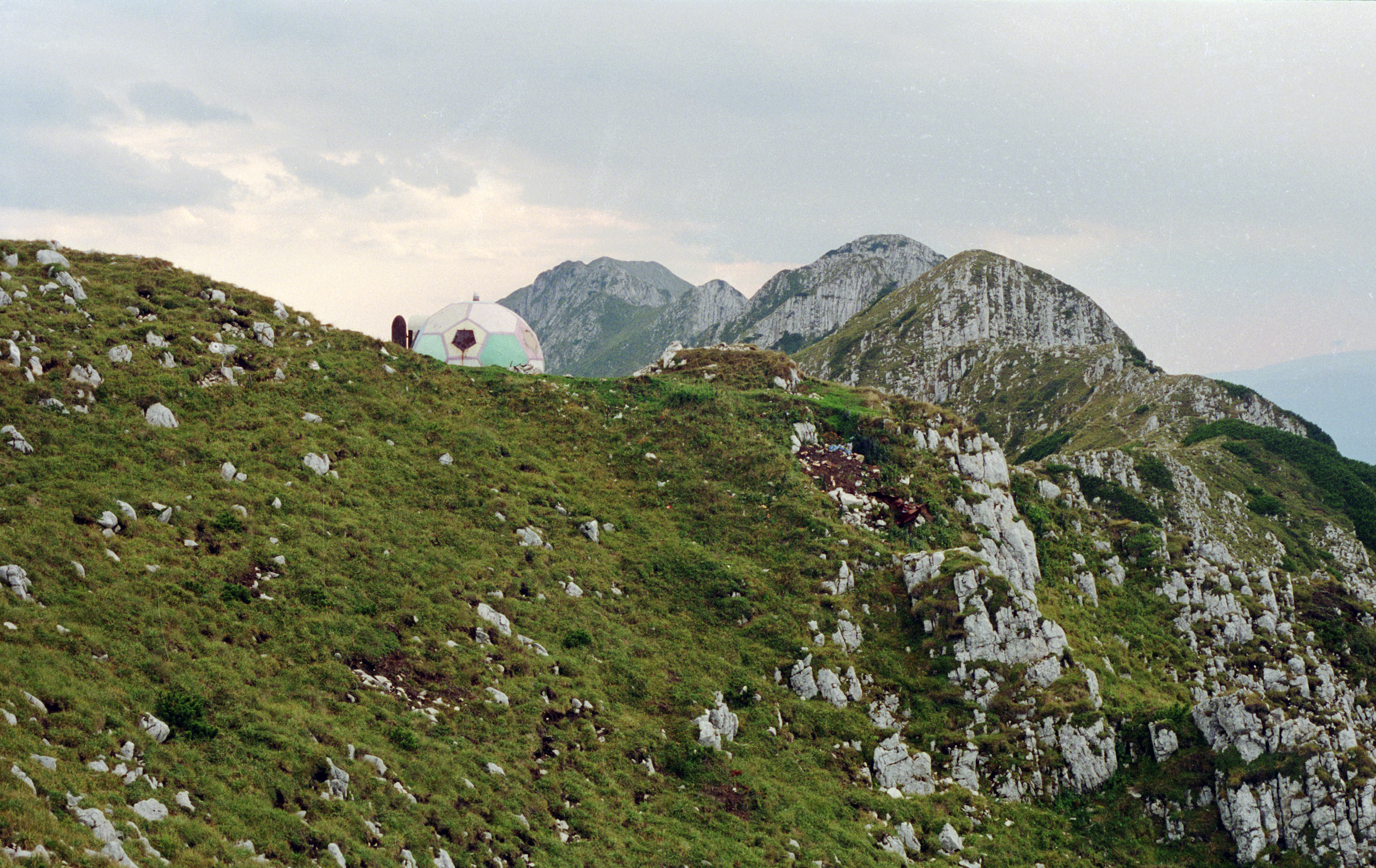
Табір Аскутіт
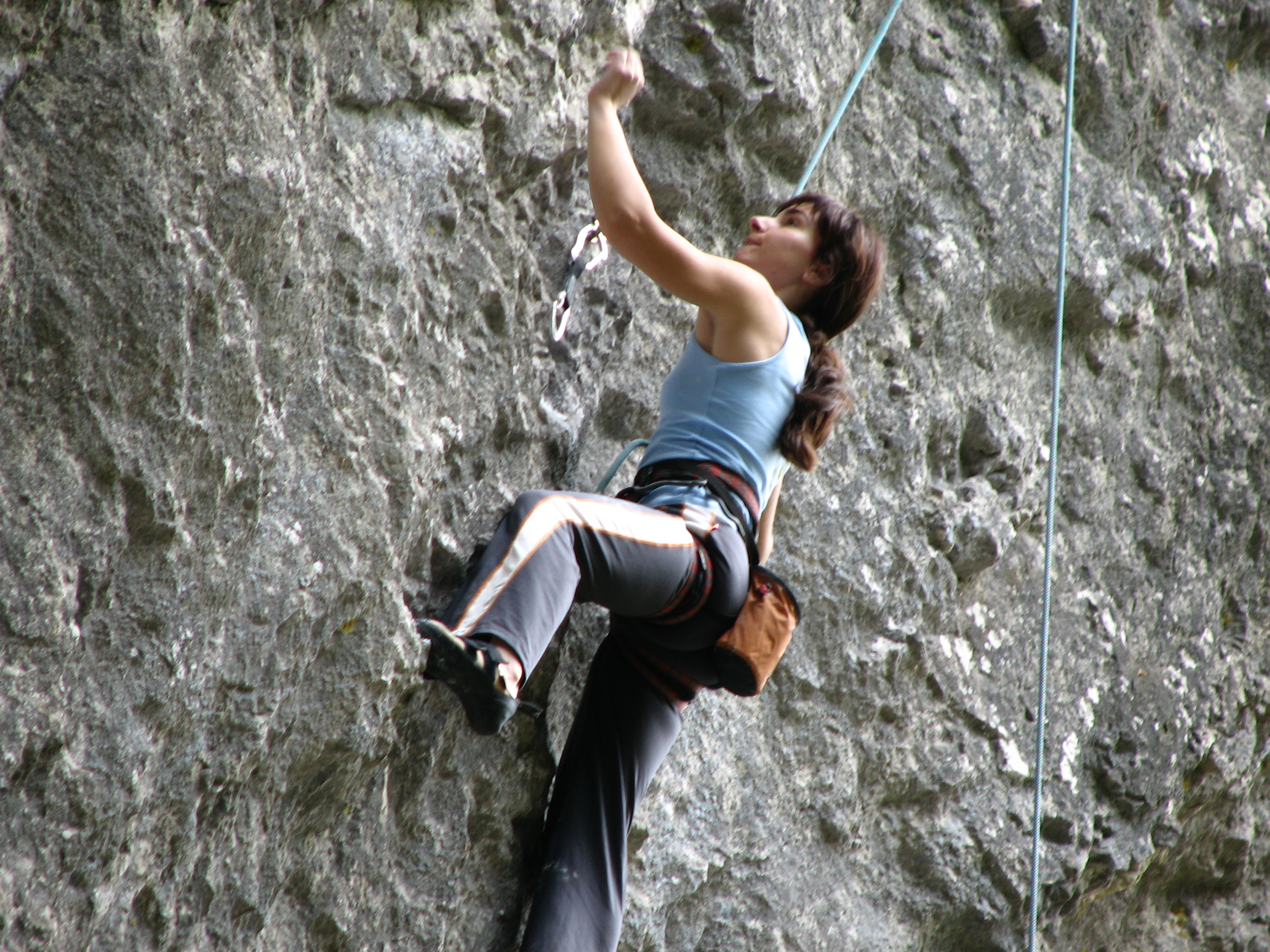
Альпінистка на Прапастії
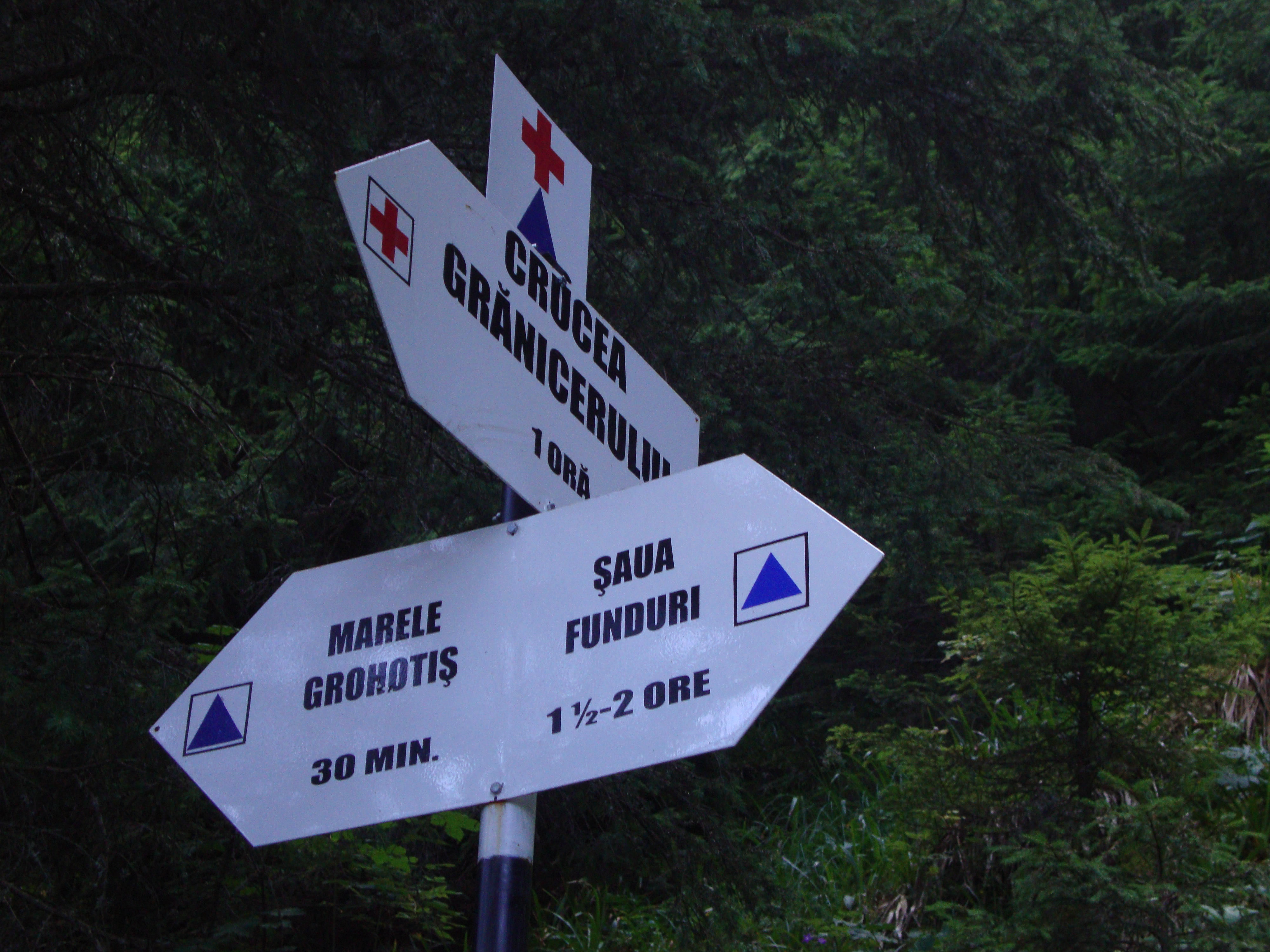
Дороговказ туристичних маршрутів